# Heysen Trail

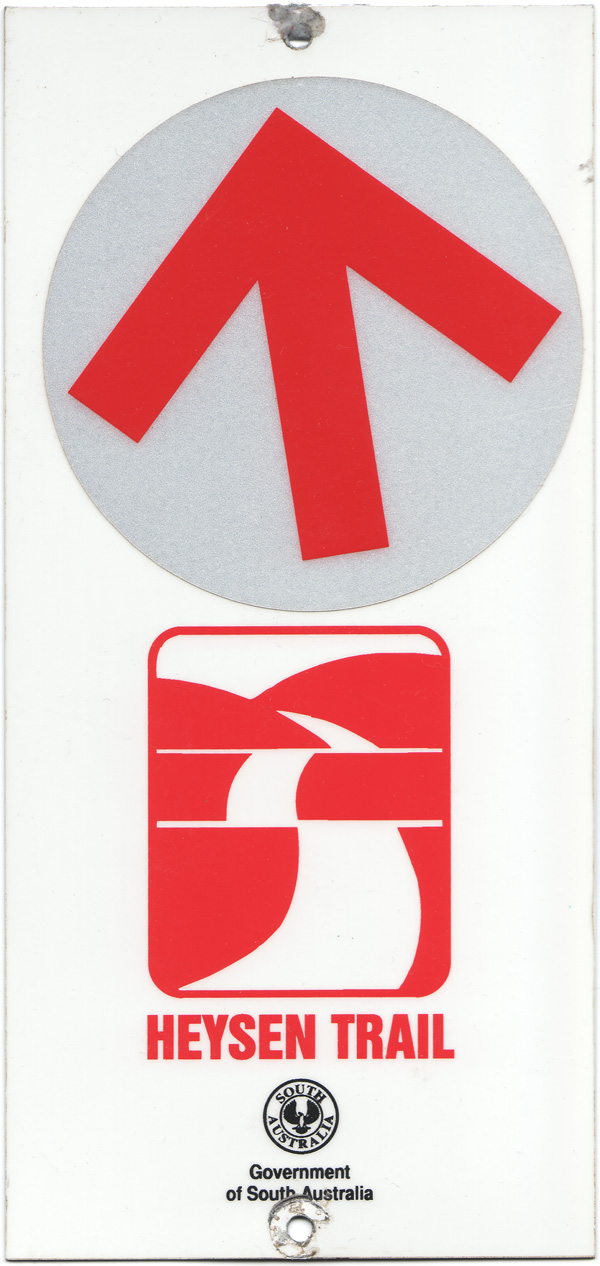
Wegweiser

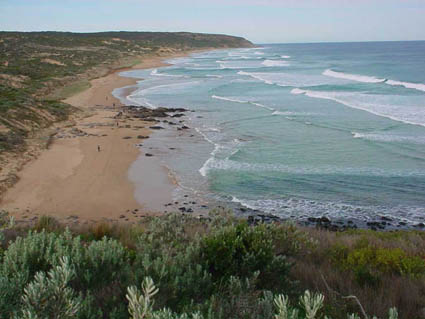
Waitpinga Beach vom Heysen Trail gesehen.

Der Heysen Trail ist ein Fernwanderweg im australischen Bundesstaat South Australia. Er führt von Cape Jervis auf der Fleurieu-Halbinsel vorbei an Adelaide, durch das für seinen Weinanbau bekannte Barossa Valley bis zur Flinders Range. Er endet nördlich des Nationalparks in der Parachilna Gorge. Mit 1200 Kilometern Länge ist er der längste Fernwanderweg Australiens.
Benannt ist der Trail nach dem gebürtigen Deutschen Sir Hans Heysen (1877–1968), einem bekannten australischen Maler, dessen Haus auf dem Trail in der Nähe von Hahndorf bei Adelaide zu finden ist.
Generell ist der Weg von April bis Oktober begehbar, in den übrigen Monaten ist der Weg geschlossen. Die besten Zeiten für eine Wanderung sind im Herbst (Mai und Juni) und Frühling (September und Oktober).